# Durhamer Alm
Die Durhamer Alm ist eine Alm in den Bayerischen Voralpen. Sie liegt im Gemeindegebiet von Fischbachau.

## Geografie
Das Almgebiet befindet sich unterhalb der Kirchwand im nordseitig ausgerichteten Kessel zwischen Breitenstein, Schweinberg, Kirchwand, Türkenköpfl und Wendelstein,
der im weiteren Verlauf ins Jenbachtal übergeht. 

### Aufstiege
- Von Norden über das Jenbachtal
- Von Westen über Birkenstein

### Benachbarte Hütten
- DAV-Haus Aiblinger Hütte auf dem Almgebiet
- Kesselalm von Westen